# 마산선
마산선(馬山線)은 경상남도 창원시 마산회원구 석전동 마산역과 경상남도 밀양시 삼랑진읍 송지리 삼랑진역 사이를 잇는 철도 노선으로 1905년에 사철로 개통되었다가 일제가 군사적 목적으로 쓰기 위해 군용 철도로 변경했다. 1923년에 경남선 부분 개통으로 마산 - 마산항 구간이 마산임항선으로 변경되었으며, 1931년에 경남선과 통합되어 경전남부선으로 불리다가 1968년에 경전선으로 편입되었다.

## 역사
- 1902년 ~ 1903년: 영남지선철도회사에서 삼마철도(삼랑진-마산포) 부설권을 확보하였으나 일본에 의해 경부철도주식회사로 매도.
- 1904년 1월 3일: 경부철도주식회사 마산선 삼랑진 ∼ 마산포 공사 착수.
- 1904년 3월 12일: 마산선 노반공사 착공.
- 1904년 10월: 일제, 마산선을 군용철도로 부설 착수.
- 1905년 5월 13일: 진영역 개업.
- 1905년 5월 25일: 마산선 낙동강교(목교) 준공.
- 1905년 5월 26일: 마산선 삼랑진 - 마산포 간 직통 운행 개시.
- 1905년 10월: 마산선 전 구간 개통.
- 1910년 7월 1일: 구마산역 개업[1]
- 1918년 11월 16일: 한림정역 개업.
- 1922년 10월 16일: 덕산역 개업.
- 1927년 4월 1일: 마산역 개업.
- 1931년 4월 1일: 경남선 마산 ∼ 진주 구간이 국철에 매수되고 마산선과 통합되어 삼랑진 - 진주 구간이 경전남부선으로 개칭.
- 1956년 6월 14일: 경전남부선을 진주선으로 개칭.
- 1968년 2월 7일: 진주선, 광주선이 경전선에 편입되어 삼랑진 ∼ 송정리 구간이 경전선으로 명명.[2]

## 역 목록
●는 전 열차 정차, ▲는 일부 열차만 정차, 아무 표시도 없으면 해당 등급의 모든 열차가 통과만 한다는 것을 뜻한다.
| 역명     | 로마자 역명     | 한자 역명 | KTX | 새마을호 | 무궁화호 | 역간거리 (km) | 영업거리 (km) | 접속 노선         | 소재지   | 소재지 | 소재지            | 비고   |
| -------- | --------------- | --------- | --- | -------- | -------- | ------------- | ------------- | ----------------- | -------- | ------ | ----------------- | ------ |
| 삼랑진   | Samnangjin      | 三浪津    | ｜  | ｜       | ●        | 0.0           | 0.0           | 경부선            | 경상남도 | 밀양시 | 삼랑진읍          |        |
| 낙동강   | Nakdonggang     | 洛東江    | ｜  | ｜       | ｜       | 1.7           | 1.7           | 미전선            | 경상남도 | 밀양시 | 삼랑진읍          | 무인역 |
| 한림정   | Hallimjeong     | 翰林亭    | ｜  | ｜       | ▲        | 8.1           | 9.8           |                   | 경상남도 | 김해시 | 한림면            |        |
| 진영     | Jinyeong        | 進永      | ▲   | ●        | ●        | 4.3           | 14.1          |                   | 경상남도 | 김해시 | 진영읍            |        |
| 진례     | Jillye          | 進禮      | ｜  | ｜       | ▲        | 3.9           | 18.0          | 부산신항선        | 경상남도 | 김해시 | 진례면            |        |
| 창원중앙 | Changwonjungang | 昌原中央  | ▲   | ●        | ●        | 10.2          | 28.2          |                   | 경상남도 | 창원시 | 의창구 용동       |        |
| 창원     | Changwon        | 昌原      | ▲   | ●        | ●        | 10.3          | 38.5          | 진해선, 덕산선    | 경상남도 | 창원시 | 의창구 동정동     |        |
| 마산     | Masan           | 馬山      | ●   | ●        | ●        | 3.6           | 42.1          | 마산임항선 경남선 | 경상남도 | 창원시 | 마산회원구 석전동 |        |

## 같이 보기
- 경전선
- 경남선
- 진주선